# Barát József (újságíró)
Barát József (Budapest, 1952. június 19. –) Rózsa Ferenc-, Opus-, és Aranytoll díjas magyar újságíró, külföldi tudósító.

## Életpályája
Az Eötvös József Gimnáziumban érettségizett 1970-ben. A Magyar Rádió és Televízió 1971-es Riporter Kerestetik! versenyének döntőseként a Magyar Rádió Ifjúsági Osztályának riportergyakornoka lett, majd 1972-től 1977-ig a moszkvai Nemzetközi Kapcsolatok Intézetének (MGIMO) újságíró szakán végzett. A rádióban ifjúsági műsorok szerkesztő-riportere, később a Gondolat-Jel kulturális műsor egyik műsorvezetője, 1985-től 1990-ig a Magyar Rádió moszkvai tudósítója, majd a Külpolitikai Rovat főmunkatársa. 1992–93-ban az Oxfordi Egyetemen a St Antony's College diákja a British Council ösztöndíjával. 1994 márciusában a 129 elbocsátott rádiós újságíró egyike, júniusban visszavették. Dolgozott a Magyar Televízió Objektív című műsorának szerkesztő-riportereként is. 1994–96-ban a Magyar Újságírók Országos Szövetségének elnökségi tagja, az Érdekvédelmi Bizottság vezetője. 1995–96-ban Külpolitikai Rovatvezető, 1996-tól 2000-ig a Magyar Rádió New York-i tudósítója, hazatérve külpolitikai és informatikai tematikájú műsorokat készített.
2003-ban a Független Rádiós Szakszervezet ügyvivőjeként konfliktusba került a Magyar Rádió vezetésével, elbocsátották az intézményből. A Metro (Metropol) újság informatikai mellékletét készítette, az MTA Filozófiai Intézet Virtuális Enciklopédia Projektjének szerkesztője volt. 2007–2008-ban lapszerkesztőként dolgozott a Budapesti 7 Nap című hetilapnál. 2004-től 2010-ig a Klubrádió szerkesztő-műsorvezetője. 2008–2012 között a 168 Óra hetilap rovatvezetője, vezető szerkesztője volt, majd a Gyermekétkeztetési Alapítvány (GYEA) ügyvezetőjének felkérésére létrehozta és irányította a jótékonysági szervezetet amerikai társintézményét, a Children's Nutrition Fundot. A GYEA programvezetőjeként a Szegények Patikája és az Ingyenszemüveg akciókat irányította. Közben folyamatosan dolgozott külső munkatársként a 168 Óra hetilapnál, amelynek jelenleg főállású munkatársa.  

## Könyvei
- Csillagforduló. Háttér Kiadó, Budapest, 1988
- Amerika álom maradt. Kossuth, Budapest, 2005
- Irodalomtudós a kultúrharcban. Kossuth, Budapest, 2019
- Vírusvadászat, (Kemenesi Gáborral) Cser Kiadó, 2021

## Díjai, elismerései
- Rózsa Ferenc-díj (1989)
- Opus Díj (1990)
- Pulitzer-emlékdíj (2002, a Világóra műsor háromszemélyes alkotóközösségének tagjaként)
- Magyar Lajos-díj (2004)
- Aranytoll díj (2020)[4]